# Mighty Joe
Mighty Joe is een nummer van The Shocking Blue, dat in 1969 op single verscheen. Het was destijds niet te vinden van een regulier album, maar werd later opgenomen op talloze verzamelalbums van de band. De uitgave van Mighty Joe zat ingeklemd tussen twee releases van Venus. Die eerste uitgave was de normale uitgave, de tweede kwam omdat Venus in de Verenigde Staten een succes werd toen hier Mighty Joe hoog in de hitlijsten stond.

## Trivia
Mighty Joe komt ook voor op het album Live in Japan van Shocking Blue uit 1971. Mariska raakt hier in de bridge de tekst kwijt en mompelt zich erdoorheen tot de band gezamenlijk weer het refrein inzet.
Het gitaarloopje uit het intro vertoont gelijkenissen met het nummer The price of love van The Everly Brothers.

## Hitnotering
Mighty Joe haalde 43e plaats in de Billboard Hot 100 in zeven weken notering. In het Verenigd Koninkrijk haalde het eveneens de 43e plaats, maar stond het maar 3 weken genoteerd.

### Nederlandse Top 40
| Hitnotering: 29-11-1969 t/m 28-03-1970 | Hitnotering: 29-11-1969 t/m 28-03-1970 | Hitnotering: 29-11-1969 t/m 28-03-1970 | Hitnotering: 29-11-1969 t/m 28-03-1970 | Hitnotering: 29-11-1969 t/m 28-03-1970 | Hitnotering: 29-11-1969 t/m 28-03-1970 | Hitnotering: 29-11-1969 t/m 28-03-1970 | Hitnotering: 29-11-1969 t/m 28-03-1970 | Hitnotering: 29-11-1969 t/m 28-03-1970 | Hitnotering: 29-11-1969 t/m 28-03-1970 | Hitnotering: 29-11-1969 t/m 28-03-1970 | Hitnotering: 29-11-1969 t/m 28-03-1970 | Hitnotering: 29-11-1969 t/m 28-03-1970 | Hitnotering: 29-11-1969 t/m 28-03-1970 | Hitnotering: 29-11-1969 t/m 28-03-1970 | Hitnotering: 29-11-1969 t/m 28-03-1970 | Hitnotering: 29-11-1969 t/m 28-03-1970 | Hitnotering: 29-11-1969 t/m 28-03-1970 | Hitnotering: 29-11-1969 t/m 28-03-1970 | Hitnotering: 29-11-1969 t/m 28-03-1970 | Hitnotering: 29-11-1969 t/m 28-03-1970 |
| Week:                                  | 1                                      | 2                                      | 3                                      | 4                                      | 5                                      | 6                                      | 7                                      | 8                                      | 9                                      | 10                                     | 11                                     | 12                                     | 13                                     | 14                                     | 15                                     | 16                                     | 17                                     | 18                                     |                                        |                                        |
| -------------------------------------- | -------------------------------------- | -------------------------------------- | -------------------------------------- | -------------------------------------- | -------------------------------------- | -------------------------------------- | -------------------------------------- | -------------------------------------- | -------------------------------------- | -------------------------------------- | -------------------------------------- | -------------------------------------- | -------------------------------------- | -------------------------------------- | -------------------------------------- | -------------------------------------- | -------------------------------------- | -------------------------------------- | -------------------------------------- | -------------------------------------- |
| Positie:                               | 29                                     | 14                                     | 8                                      | 4                                      | 2                                      | 2                                      | 2                                      | 2                                      | 1                                      | 1                                      | 2                                      | 4                                      | 4                                      | 6                                      | 9                                      | 17                                     | 22                                     | 36                                     | uit                                    |                                        |

### NederlandseHilversum 3 Top 30
In deze lijst werd Shocking Blue gestuit door Marian van The Cats en later door Mijn gebed van D.C. Lewis
| Positie: | 14 | 6 | 3 | 2 | 2 | 2 | 2 | 2 | 2 | 2 | 3 | 4 | 7 | 11 | 16 | 22 | 27 | uit |

### BelgischeBRT Top 30
Deze hitlijst begon pas in mei 1970.

### VlaamseUltratop 30
| Positie: | 12 | 8 | 7 | 9 | 8 | 8 | 4 | 3 | 5 | 6 | 8 | 14 | 18 | 20 | uit |

### NPO Radio 2 Top 2000
Mighty Joe stond alleen in 2000 in de NPO Radio 2 Top 2000, op plek 1851.